# Lycosa connexa
Lycosa connexa là một loài nhện trong họ Lycosidae.
Loài này thuộc chi Lycosa. Lycosa connexa được Carl Friedrich Roewer miêu tả năm 1960.